# Hockey Club Future Bozen-Bolzano
L'Hockey Club Future Bolzano Bozen è stata una squadra di hockey su ghiaccio di Bolzano.

## Storia
La squadra nacque nell'estate del 2006, quando l'HC Settequerce, storico farm team dell'HC Bolzano, decise di rinunciare alla successiva Serie A2. Si rese necessario creare un nuovo farm team, dove i giovani del vivaio dei Foxes potessero fare esperienza. Si scelse - cosa avvenuta già in passato con la Young Selection - una soluzione interna, con la nascita di una società emanazione diretta della squadra maggiore, anche se con un'organizzazione distinta (come previsto dal regolamento federale). Del progetto facevano parte, oltre ai giovani del Bolzano, anche alcuni elementi in prestito dall'EV Bozen 84 ed alcuni giocatori provenienti dal Settequerce.
Dopo un anno trascorso nella serie A2, i Future comunicarono che - per motivi economici - si sarebbero presi una stagione di pausa per concentrarsi sullo sviluppo del vivaio.
Dal 2010 è subentrato al settore giovanile dell'HC Bolzano nell'organizzazione del Memorial Igor Loro.
Al termine della stagione 2014-2015, la società si è sciolta.

## Roster 2006/07 in serie A2
|  | Naz.                   | Ruolo | Sportivo           |  |  |  |
|  | ---------------------- | ----- | ------------------ |  |  |  |
|  | Slovacchia (bandiera)  | P     | Dušan Sidor        |  |  |  |
|  | Italia (bandiera)      | P     | Davide Vitale      |  |  |  |
|  | Slovenia (bandiera)    | D     | Zigo Svete         |  |  |  |
|  | Italia (bandiera)      | D     | Jan Mair           |  |  |  |
|  | Italia (bandiera)      | D     | Florian Hell       |  |  |  |
|  | Italia (bandiera)      | D     | Thomas Walcher     |  |  |  |
|  | Italia (bandiera)      | D     | Heinrich Santa     |  |  |  |
|  | Italia (bandiera)      | D     | Martin Rainer      |  |  |  |
|  | Paesi Bassi (bandiera) | A     | Marcel Kars        |  |  |  |
|  | Slovenia (bandiera)    | A     | Marjan Manfreda    |  |  |  |
|  | Italia (bandiera)      | A     | Christian Pircher  |  |  |  |
|  | Italia (bandiera)      | A     | Martin Pircher     |  |  |  |
|  | Italia (bandiera)      | A     | Martin Tutzer      |  |  |  |
|  | Italia (bandiera)      | A     | Marco Avancini     |  |  |  |
|  | Italia (bandiera)      | A     | Andrea Faggioni    |  |  |  |
|  | Italia (bandiera)      | A     | Franz Josef Plankl |  |  |  |
|  | Italia (bandiera)      | A     | Stefan Unterkofler |  |  |  |
|  | Italia (bandiera)      | A     | Alessandro Isotti  |  |  |  |
|  | Italia (bandiera)      | All.  | Michael Mair       |  |  |  |